# Roepera confluens
Roepera confluens är en pockenholtsväxtart som först beskrevs av Hansjörg Eichler, och fick sitt nu gällande namn av Beier & Thulin. Roepera confluens ingår i släktet Roepera och familjen pockenholtsväxter. Inga underarter finns listade i Catalogue of Life.